# Fuoco fatuo (film 1963)
Fuoco fatuo (Le Feu follet) è un film del 1963 diretto da Louis Malle.
Il soggetto è tratto dall'omonimo romanzo di Pierre Drieu La Rochelle.

## Trama
Distrutto dall'alcol e da una vita in cui non riesce più a riconoscersi, Alain programma il proprio suicidio. Si concede ancora una possibilità, alla ricerca di un motivo per andare avanti, un percorso che compie nei suoi ultimi due intensi giorni di vita, cercando nei ricordi, nelle vecchie amicizie che non ritrova, in uno stile di vita che non gli appartiene più, superato dal tempo e dal peso di un'esistenza ormai inadeguata.

## Riconoscimenti
- XXIV Mostra di Venezia
  - Leone d'argento

## Commento al film
Vi è un elemento autobiografico in questo quinto film di Louis Malle. Rampollo di una famiglia borghese della Francia del Nord, alla soglia dei 30 anni, dopo un lungo periodo trascorso in dissolutezze notturne, all'insegna dell'alcol e di occasionali incontri amorosi, era giunto a interrogarsi, come il protagonista del film, sul senso di restare "...immerso nell'adolescenza...una promessa e anche una menzogna...Ero io il bugiardo".
A dispetto di alcune irruzioni del quotidiano (come gli accenni alla guerra di Algeria o la processione dei volti dei passanti davanti al bar all'Odéon, che evoca un mal di vivere esistenzialista), la regia di Malle conserva un rigore classico e autonomia nei confronti dei modelli narrativi della Nouvelle vague, caratterizzati da fratture e discontinuità.
Il suicidio finale - soggetto peraltro abbastanza ostico da portare sullo schermo agli inizi degli anni sessanta - è già inscritto nell'inizio, con il protagonista, uno splendido Maurice Ronet (dandy nella vita, come nel film) che armeggia con la sua pistola di ex ufficiale mentre, nella sua camera della clinica per alcolisti, lunghi piani sequenza raccontano, con oggetti e fotografie, della sua storia. Le conversazioni coi vecchi amici, i racconti delle follie giovanili, il commento di una compagnia di omosessuali non lasciano intravedere altra soluzione a questo disperato viaggio nel passato.
A chi accusava il film di falsità, proprio a partire dalla sua insistenza su un'unica, disperata tonalità narrativa, François Truffaut rispondeva: "...se Ronet fosse stato qualche volta aggressivo o odioso, la nostra adesione sarebbe stata più completa e il film, invece di essere semplicemente commovente, sarebbe stato realmente lacerante...Tutti i comici conoscono il riso per ripetizione, esiste anche il patetico per ripetizione; è il più interessante. Grazie a questo Louis Malle ha messo a segno il suo miglior film".